# Едомша
Едомша — река в России, протекает по Галичскому району Костромской области. Впадает справа в реку Среднюю в 1 км от устья (Средняя впадает в Галичское озеро). Прежде Едомша сама впадала в Галичское озеро. Данные об этом до сих пор зарегистрированы в государственном водном реестре России. Длина реки составляет 23 км, площадь водосборного бассейна — 148 км².
Нижняя половина русла реки проходит вдоль автодороги Р100 Судиславль — Солигалич, река дважды пересекает эту автодорогу.
Река протекает мимо деревень Починок и Баулино, а ближе к устью через посёлок Красная Заря.

## Данные водного реестра
По данным государственного водного реестра России относится к Верхневолжскому бассейновому округу, водохозяйственный участок реки — Кострома от истока до водомерного поста у деревни Исады, речной подбассейн реки — Волга ниже Рыбинского водохранилища до впадения Оки. Речной бассейн реки — (Верхняя) Волга до Куйбышевского водохранилища (без бассейна Оки).
Код объекта в государственном водном реестре — 08010300112110000012359.